# Kali Sind
Kali Sind (Sind Negre) és un riu de l'Índia afluent del Chambal, que rega part de Rajasthan i de Madhya Pradesh.
Neix a les muntanyes Vindhya a 22° 36′ N, 76° 25′ E / 22.600°N,76.417°E prop del poble de Barjhiri, i corre prop de 300 km per Madhya Pradesh entrant després al Rajasthan dirigint-se cap a les muntanyes Mukandwara prop de Gagraun, i desaiguant al Chambal prop del poble de Pipara, a uns 365 km del seu naixement, a 25° 32′ N, 76° 19′ E / 25.533°N,76.317°E.
Els seus principals afluents són el Lakundar (a Madhya Pradesh), Parwan, Ujar i Ahu (els tres darrers al Rajasthan). Tot i que sempre porta aigua a la temporada seca en porta poca.